# Brycinus bartoni
Brycinus bartoni е вид лъчеперка от семейство Alestidae. Видът е застрашен от изчезване.

## Разпространение
Разпространен е в Габон.

## Описание
На дължина достигат до 7,4 cm.